# بني جابر (كحلان الشرف)

تعديل مصدري - تعديل

بني جابر هي إحدى قرى عزلة بنى المهدى بمديرية كحلان الشرف التابعة لمحافظة حجة، بلغ تعداد سكانها 736 نسمة حسب تعداد اليمن لعام 2004.